# Миодраг Божович
Миодраг Божович (на сърбохърватски: Миодраг Божовић) е бивш черногорски футболист и настоящ треньор на Цървена звезда.

## Кариера като футболист
През кариерата си като футболист е играл като защитник за отборите на Будучност Подгорица, Цървена звезда, Пелита Джая, АПОП, Валвайк, Ависпа Фукуока и Росендал.

## Кариера като треньор
Първите си успехи като треньор постига начело на Будучност Подгорица. През сезон 2006/07 отборът води в класирането, но Божович подава оставка поради несъгласие със собствениците на клуба. По-късно, под негово ръковдство Борац Чачак се превръща в един от водещте отбори в Сърбия.
Под негово ръководство отборът на Амкар за пръв път в историята си се класира за Лига Европа. От следващия сезон е треньор на ФК Москва, като през почти целия сезон 2009 отборът е сред лидерите в класирането, но в началото на сезон 2010 отборът се разпада поради финансови причини. На 27 април 2010 г. подписва договор с Динамо Москва. На 21 април 2011 г. подава оставка, след като Динамо отпада от турнира за Купата на Русия след загуба от Ростов. От юни 2012 г. до лятото на 2014 г. е треньор на Ростов, с който печели Купата на Русия през сезон 2013/14. На 29 май 2015 г. е обявено, че Божович ще бъде треньор на бившия си отбор Цървена звезда. Периодът му като треньор на звездашите започва кошмарно, като отборът отпада в първия квалификационен кръг на Лига Европа след две поражения от казахстанския Кайрат. Отборът стартира сезонът в сръбското първенство неубедително, което води до неудобрение от страна на феновете. Въпреки това, в края на шампионата Цървена звезда става шампион с 28 точки преднина, което е рекорд.

## Трофеи

### Като футболист
Цървена звезда
- Купа на Югославия (1): 1992-93

### Като треньор
Ростов
- Купа на Русия (1): 2013/14

Локомотив Москва
- Купа на Русия

Цървена звезда
- Шампион на Сърбия (1): 2015/16